# Улични пси
Улични пси (енгл. Reservoir Dogs) је амерички криминалистички филм из 1992. године, у режији Квентина Тарантина, који представља његов деби у свету филма. У главним улогама су Харви Кајтел, Тим Рот, Крис Пен, Стив Бусеми, Лоренс Тирни, Мајкл Мадсен, Квентин Тарантино и Едвард Банкер као криминалци чији се план о пљачки продавнице накита не одиграва онако како су замислили. Филм укључује многе теме и естетику који се сматрају Тарантиновим заштитним знаком: насилни злочин, референце на популарну културу, упечатљиве дијалоге, обилне псовке и нелинеарну наративну структуру. 
Филм је наишао на позитивне критике, а временом је постао класик независног филма и култни хит. Часопис Емпајер прогласио га је „највећим независним филмом свих времена”. Иако је имао скромну маркетиншку кампању, филм је у Северној Америци остварио профит од 2,8 милиона долара чиме је надмашио свој буџет. Међутим, постао је велики хит у Уједињеном Краљевству, где је зарадио скоро 6,5 милиона фунти и остварио већу популарност него Тарантинов филм Петпарачке приче. Ипак, филм је често критикован због велике количине псовки и насиља.
Објављен је и музички албум са песмама коришћеним у филму, понајвише оним из 1970-их година. 2006. године објављена је и видео-игра која је добила помешане критике. Као и филм, игра је изазвала контроверзе због насиља.

## Радња
Филм почиње са осморицом мушкараца који седе у ресторану: господин Плави (Мајкл Мадсен), господин Тегет (Едвард Банкер), господин Смеђи (Квентин Тарантино), господин Наранџасти (Тим Рот), господин Ружичасти (Стив Бусеми), господин Бели (Харви Кајтел), Џо Кабот (Лоренс Тирни) и његов син, „Фини момак” Еди (Крис Пен). Господин Смеђи почиње расправу о својој компаративној анализи Мадонине песме, Like a Virgin, а господин Ружичасти објашњава своју политику ускраћивања напојница, све док га Џо не натера да остави напојницу. Након овога, они напуштају ресторан и одлазе у пљачку.
Након пљачке, радња се премешта у унутрашњост аутомобила у бекству. Господин Бели, возећи једном руком, покушава да утеши хистеричног господина Наранџастог, који је устрељен у стомак и обилно крвари. Стижу у напуштено складиште, за које се касније открива да је место састанка пљачкаша који су управо опљачкали продавницу накита. Господин Бели оставља господина Наранџастог на поду. Појављује се господин Ружичасти и у изливу беса сугерише како је пљачка била клопка. Господина Смеђег је убила полиција, а господин Бели и господин Ружичасти не знају где су господин Плави и господин Тегет.
Бели и Ружичасти су љути на Плавог, који је устрелио и убио неколико цивила након што се укључио аларм. Почињу да се свађају око тога да ли треба да господина Наранџастог, који је у несвести, пребаце у болницу. Свађа постаје насилна након што господин Бели открије да је рекао своје право име Наранџастом. Упиру напуњене пиштоље један у другога. У том тренутку господин Плави, који је из сенке гледао што се догађа, иступа и каже им да не напуштају складиште јер стиже „Фини момак” Еди. Господин Плави их одводи до свог аутомобила и отвора пртљажник у којем се налази Марвин Неш, полицајац којег је заробио.
Ружичасти и Бели почињу да муче полицајца, а господин Плави га затим селотејпом везује за столицу. Еди стиже у складиште и наређује Ружичастом и Белом да крену са њим како би вратили украдене дијаманте (које је господин Ружичасти сакрио након што је побегао) и решили се украдених возила, док господину Плавом каже да остане са Наранџастим, који је на самрти, и полицајцем. Полицајац му говори како не зна ништа о намештаљци и моли Плавог да га пусти. Господин Плави затим извлачи бритву из своје каубојске чизме и укључује радио, на коме се у том тренутку емитује песма Stuck in the Middle with You. Плешући уз музику, господин Плави мучи полицајца, одрезујући му уво. Затим га полије бензином и припрема се да га запали својим упаљачем за цигарете, али у том тренутку господин Наранџасти изненада неколико пута упуца господина Плавог у груди, убивши га. Наранџасти каже Марвину да је он заправо полицијски детектив на тајном задатку и да се зове Фреди Њуандајк и уверава га како полиција чека неколико блокова даље да се појави Џо Кабот.
Сцене са господином Наранџастим откривају како је отишао на тајни задатак; мисија му је била да ухвати Кабота. Џо припрема пљачку и открива план за њено извршење, укључујући шифрована имена пљачкаша. Прича затим прелази на Белог, Наранџастог и Смеђег неколико минута након пљачке; Смеђи бива погођен у главу и забија њихов ауто за бекство. Након што господин Бели убије два полицајца из потере, он и господин Наранџасти угледају како је господин Смеђи умро од своје повреде. Отимају аутомобил од жене која упуцава Наранџастог у стомак, након чега је он устрели и убије. Филм након тога поновно приказује сцену у аутомобилу с почетка филма, а затим се поновно враћа у садашњост у складиште.
Остатак пљачкаша се враћа у складиште и угледају како је господин Плави мртав. Наранџасти им говори како је господин Плави намеравао да убије полицајца, њега и остатак банде како би задржао дијаманте за себе. Еди му не верује, бесан је на господина Наранџастог и убија Марвина. Улази Џо и говори свима како је господин Тегет мртав и самоуверено оптужује Наранџастог да је доушник, натеравши тако господина Белог да га брани. Џо упире пиштољ у Наранџастог, а господин Бели на Џоа. Еди затим упери пиштољ у господина Белог, обликовавши мексички обрачун. Након кратког покушаја смиривања један другог, Џо упуцава Наранџастог, а затим господин Бели убија њега. Еди устрељује господина Белог, који пуца и убија Едија. Господин Ружичасти, који је стајао изван обрачуна, узима дијаманте и бежи. Његова судбина остаје нејасна; звукови неуспешног паљења аутомобила, полицијске сирене и пуцњеви сугеришу како је ухваћен или убијен од стране полиције. Док умире, господин Бели почиње да љуља господина Наранџастог у својим рукама, који му открива да је заправо полицајац, што слама господина Белог који ставља свој пиштољ на главу Наранџастог у тренутку кад упада полиција. Камера се окреће од пиштоља и само показује господина Белог док полиција покушава да преговара са њим. Зачују се пуцњеви, а филм се завршава изненадним затамњењем.

## Улоге
| Глумац            | Улога                                |
| ----------------- | ------------------------------------ |
| Харви Кајтел      | Господин Бели / Лери Димик           |
| Тим Рот           | Господин Наранџасти / Фреди Њуандајк |
| Мајкл Мадсен      | Господин Плави / Вик Вега            |
| Крис Пен          | „Фини момак” Еди Кабот               |
| Стив Бусеми       | Господин Ружичасти                   |
| Лоренс Тирни      | Џо Кабот                             |
| Ренди Брукс       | Холдавеј                             |
| Кирк Балц         | Марвин Неш                           |
| Едвард Банкер     | Господин Тегет                       |
| Квентин Тарантино | Господин Смеђи                       |